# Hannah Dörr
Hannah Dörr (* 1990 in Berlin) ist deutsche Regisseurin, Produzentin und Videokünstlerin für Theater.

## Leben
Sie begann mit eigenen Videoarbeiten bei P14 – dem Jugendtheater der Volksbühne Berlin. Danach arbeitete sie mehrere Jahre an der Volksbühne Berlin, u. a. als Assistentin von Frank Castorf. Von 2010 bis 2012 studierte Hannah Dörr „Experimentelle Videokunst“ an der UDK Berlin bei Josephine Pryde und von 2012 bis 2016 studierte sie an der Kunsthochschule für Medien Köln und erhielt dort ihr Diplom.
2014 gründete Hannah Dörr die TheatralFilm-Reihe in Köln und kuratiert seitdem die Veranstaltung.
2016 erhielt sie den Förderpreis des Landes NRW für junge Künstler im Bereich Film und wurde Geschäftsführerin der ÖFilmproduktion.
Hannah Dörrs Videoarbeiten für Theaterproduktion wurden unter anderem an der Oper Zürich, am Maxim-Gorki-Theater, am Schauspiel Stuttgart, am Düsseldorfer Schauspielhaus, an der Volksbühne Berlin und dem HAU 1 in Berlin gezeigt.

## Werk

### Filmografie
- 2021: Das Massaker von Anröchte (Langfilm)
- 2019: MIDAS (Kurzfilm)
- 2016: Warten auf Dulcinea (Kurzfilm)
- 2014: B 0.02 (Kurzfilm)
- 2013: Erinnerungen (Kurzfilm)[4]

### Videoarbeiten (Auswahl)
- 2019: Belshazzar / G.F. Händel (Regie: Sebastian Baumgarten, Oper Zürich)
- 2019: Die Alleinseglerin segelt allein! / Jan Koslowski & Thilo Fischer (Künstlerische Leitung: Hannah Dörr & Jan Koslowski, Ballhaus Ost)
- 2019: Rotkäppchen und der Wolf / Martin Mosebach (Regie: Tom Kühnel, Schauspiel Hannover)
- 2017: Dickicht/Bertolt Brecht (Regie: Sebastian Baumgarten, Maxim-Gorki-Theater Berlin)
- 2016: Tote Seelen/Nikolai Gogol (Regie: Sebastian Baumgarten, Schauspiel Stuttgart)
- 2014: Socièté Des Amis (Regie: Jan Koslowski, Ballhaus Ost Berlin)
- 2011: Hoffmanns Erzählungen –  eine Oper von Jacques Offenbach (Regie: Florian Lutz, Hebbel am Ufer 1)

## Auszeichnungen und Nominierungen
- 2019:  Nominierung Grimme-Preis im Bereich Information & Kultur: Entscheidend ist am Beckenrand (Dokumentarfilm, Fertigstellung für Stefan Eisenburger, zusammen mit Janina Jung und Carina Mergens)
- 2019:  Internationale Kurzfilmtage Oberhausen – WDR-Westart Publikumspreis: Midas oder die schwarze Leinwand (Kurzfilm, Regie & Szenenbild)
- 2019:  Filmkunstfest Schwerin – Preis für den Besten Kurzfilm: Midas oder die schwarze Leinwand (Kurzfilm, Regie & Szenenbild)
- 2016: Förderpreis des Landes Nordrhein-Westfalen für junge Künstlerinnen und Künstler im Bereich Film